# 主教部
主教部（Dicastery for Bishops）， 是天主教罗马教廷的部门之一，负责监督全球大部分新主教的遴选。其提名需经教宗批准方能生效，但通常会被采纳。该部门还负责安排主教每五年一次的罗马述职访问（"ad limina"），届时主教们需面见教宗并向教廷各部门汇报工作。此外，主教部还负责新教区的设立事宜。作为教廷中颇具影响力的部门之一，它深刻影响着教会的人事政策。
主教部的管辖范围不包括福音传播部管辖的传教区，也不包括东方教会部负责的东仪天主教会及中东和希腊的拉丁礼教会。 若主教的任命或教区边界调整需与世俗政府协商，则主要由国务院负责，但必须征询主教部的意见。
主教部还管辖宗座拉丁美洲委员会，该部部长同时兼任委员会主席。

## 历史
主教部的前身可追溯至1588年1月22日由教宗西斯笃五世设立的御前会议部（Congregation for the Erection of Churches and Consistorial Provisions）。在梵蒂冈第二届大公会议之前，当教宗在仅限神职人员参加的秘密枢机会议上宣布新枢机名单时，通常会先宣读新枢机姓名，随后宣布新任总主教和主教名单。1967年，该部门正式更名为主教圣部（Congregation for Bishops）。
2010年6月30日至2023年期间，部长由马尔谷·乌埃勒枢机担任。 2023年至2025年5月8日期间，部长职务由罗伯特·弗朗西斯·普雷沃斯特枢机（后当选为教宗良十四世）担任。
2022年7月13日，教宗方济各作出历史性决定，首次任命女性加入该部门，包括两名修女和一名平信徒女性。

### 现行运作程序
主教部常驻罗马的成员每隔一周周四上午举行全体会议，通常每次审议四个教区的主教任命事宜。在会议召开前，主教部成员会收到各教区候选人的资料。会议期间，指定一名成员担任提案人，负责审阅材料并从三名候选人名单中提出推荐人选。随后，其他成员依照资历顺序依次发表评估意见。
主教部将审议结果（包括存在的疑虑、问题或少数意见）呈报教宗。通常情况下，教宗会批准该部的决定，但也可能要求退回作进一步讨论和评估。每周六，部长需面见教宗并汇报部门建议。数日后，教宗将最终决定告知主教部。随后，该部通知相关宗座大使，由大使联系候选人确认其是否接受任命。